# 钟绍葵
钟绍葵（1901年—1938年4月），福建武平人，中华民国大陆时期福建军阀，土匪出身。1929年—1938年，间断割据武平、上杭一带。

## 生平
清光绪二十七年（1901年），钟绍葵出生于福建省汀州府武平县岩前镇龙井村，父亲是秀才，在当地经营当铺，家境殷实。
1914年，时年13岁的钟绍葵随父居于当铺内，一边读书一边学习经商。某夜，3名土匪闯入当铺抢劫，钟绍葵以土铳击毙一名正捆绑其父的匪徒，余匪惊逃，此事轰动一时。1918年，他因私人恩怨枪杀一名曾姓妇女。此后不久，他纠集数名心腹，击毙一名县保安团士兵，夺得两支驳壳枪。到1927年，他已组织起一支三四十人的队伍，配有洋枪、土铳。同年春天，率部袭击岩前一连自卫队，缴枪60余支；秋天，投奔国民革命军蓝玉田部，活跃于武平县南部。
1928年春，中国共产党成员李长明潜入钟部试图策反，鼓动其发起农民暴动。钟绍葵曾采纳李长明的建议，缴获当地大地主“贱狗老”的枪械，并获得数千大洋罚款，但随后却将缴获物资用于扩编队伍，组建保安队。李长明身份曝光后被迫离队，钟绍葵随即派兵烧毁其住所，并夺走其所有财物。同年9月11日，他率部进犯象洞苏区，烧毁民房237间，抢粮1000余担，掠夺农具4000余件；11月4日，再度进攻，造成更大破坏。
1929年，钟绍葵部从岩前转驻武平县城文昌阁。当时，军阀卢新铭指示驻武平的汤学铭与梁姓军官合力吞并钟绍葵部，钟绍葵觉察阴谋后，联合地方武装钟冠勋、钟文才设下“鸿门宴”，反将汤、梁扣押，缴枪300余支。随后，将部队改编为“武平武装救乡团”。夏天，他转驻上杭，所部改称“汀属武装救乡团”。1931年，吞并上杭两个警察中队，夺枪200余支，此时部队扩展为2个团、19个连。
1932年，钟绍葵归顺广东军阀陈济棠，被编入国民革命军第三军，任新编独立第一旅旅长，成为闽西的一支重要割据势力。他多次出兵攻打武平县北部和西部的苏区，对红军与工农群众进行残酷打击，烧毁房屋1000余间，杀害游击队员、红军战士和平民1000余人。
1932年3月17日，红十二军攻入钟绍葵部的据点龙井，歼灭其三分之二兵力，钟绍葵率100余名残兵自下坝逃往广东。1933年，广东军阀黄任寰将其部编为“闽西剿匪第一支队”，后又被第十九路军第六十师改编为“闽西游击第一支队”。同年秋，再被福建省保安处长萧乾收编为福建省保安第十四团，钟绍葵任团长。
1934年3月13日，钟绍葵部便衣队联合地方民团大刀会，于永平枫树岭伏击由中共中央军委总司令部参谋处长许卓率领的红军检查团，6名干部、战士全部被杀。
1935年2月中旬，钟绍葵命二营营长李玉率兵骚扰上杭、长汀苏区。2月24日晨，在长汀濯田水口小迳村包围护送瞿秋白等人赴广东的福建省苏维埃政治保卫局护送队，邓子恢突围逃脱，何叔衡中弹而死，瞿秋白、张亮（项英之妻）、周月林（梁柏台之妻）被俘。次日，3人被押往上杭交钟绍葵处。钟绍葵以酷刑逼供数日，瞿秋白始终不吐实情。4月15日，钟绍葵将其移交国民革命军第三十六师师部。5月22日，钟绍葵向南京国民政府行政院发电索赏。
1937年，因擒获瞿秋白之功，钟绍葵得以进入南京中央陆军军官学校将校班学习，蒋介石亲自接见，授予其少将军衔和“中正剑”。同年冬，钟绍葵毕业返闽，任职于汀漳师管区。1938年春，他率部投奔粤军余汉谋，任少将参谋。福建省政府忌惮其骄悍难驯，遂于同年4月，由省保安处副处长黄苏下令，将其处决于上杭监狱门前。